# مونيكا فونسيكا
مونيكا فونسيكا (بالإنجليزية: Monica Fonseca)‏ هي صحفية وسيدة أعمال أمريكية، ولدت في 10 يونيو 1982 في ميامي في الولايات المتحدة.